# Ski Zillertal 3000
De Ski & Gletscherwelt Zillertal 3000 is een van de drie skigebieden, en het grootste deelgebied van het Zillertal, in de Oostenrijkse regio Tirol. Het gebied staat bekend om de enorme grootschalige wintersport mogelijkheden en de après-ski. Het Ski Zillertal 3000 bestaat uit de skigebieden van Finkenberg, de Mayrhofner Bergbahen (Penken en Ahorn), de Rastkogel & Eggalm in Lanersbach en de Hintertuxer Gletscher in Hintertux.
Vanuit Utrecht is het 949 kilometer rijden naar Mayrhofen en 967 km naar Hintertux, het skigebied is het hele jaar open.

## Skiën
De Ski & Gletscherwelt Zillertal 3000 biedt een totaal van 225 km piste. Feitelijk bestaat het skigebied uit 3 losse delen. Het grootste deel bevindt zich op de skibergen Penken, Rastkogel en Eggalm. Het op een na grootste deel is de Hintertuxer gletsjer. Dit gebied is het hele jaar door in bedrijf omdat het op een gletsjer ligt. Verder kan men ook nog skiën op het skigebied van de Ahorn bij Mayrhofen met een skipas van de Ski & Gletscherwelt Zillertal 3000.

## Landschap

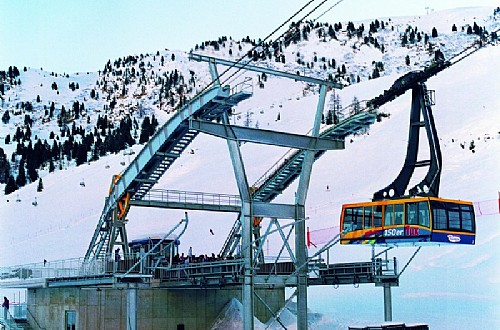
Het dalstation van de 150er Tux.

Het landschap in het skigebied is zeer gevarieerd, waardoor het in zowel in de zomer als in de winter een veelheid aan mogelijkheden biedt. In het brede dal zijn veel langlauf- en wandelmogelijkheden. De omringende bergen daarentegen zijn behangen met skiliften. In de zomer is het gebied ook erg populair bij actieve toeristen. Men kan wandelen, bergtochten maken, fietsen, mountainbiken en bergbeklimmen. Ook is de Hintertuxer Gletscher het gehele jaar geopend, waardoor je hier ook in de zomer kunt skiën.